# Hans Friedrich von Wentzky und Petersheyde (Landrat, 1763)
Hans Friedrich von Wentzky und Petersheyde (geb. 20. September 1763 in Groß Schweinern;  gest. 1. Februar 1851 in Rogau) war ein preußischer Landrat.

## Leben

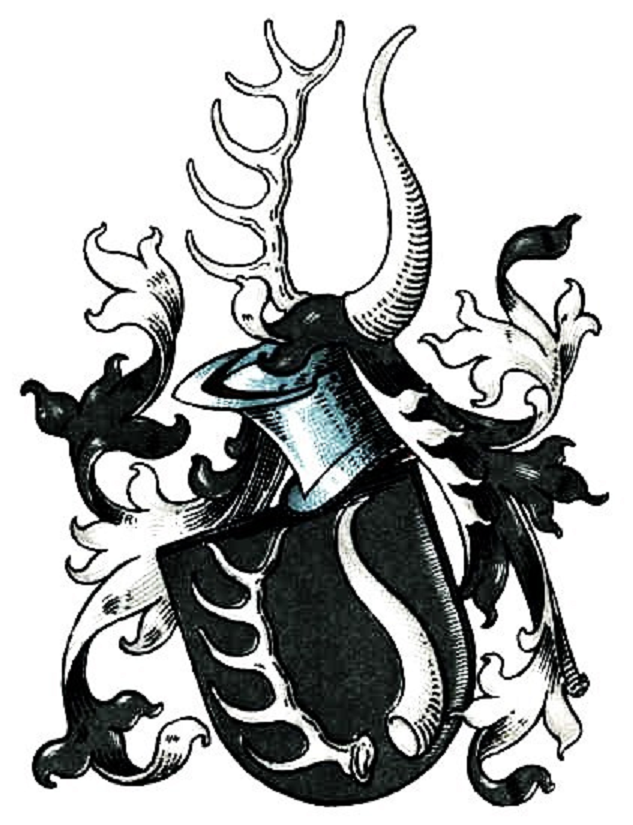
Stammwappen derer von Wentzky

Hans Friedrich von Wentzky und Petersheyde war Angehöriger des schlesischen Adelsgeschlechts von Wentzky und Petersheyde. Er war ein Sohn von Ernst Friedrich von Wentzky und Petersheyde (1729–1791), Landesältester und preußischer Rittmeister, sowie Erbherr auf Groß Schweinern und Ober Reichen. Seine Mutter war Juliane Sophie (1738–1778), geb. von Prittwitz und Gaffron. Im Mai 1785 immatrikulierte sich Hans Friedrich an der Universität Frankfurt (Oder) für ein Studium der Rechtswissenschaften. 1786 wurde er Freimaurer und 1787 wechselte er an die Universität Halle. Nach Ende seines Studiums wandte er sich der Landwirtschaft zu. Bis zum Jahr 1792 war er Erbherr auf Groß Steinersdorf, dann auf Ober-Nieder-Reichen und Neusorge im Kreis Namslau. Nachdem er Kreisdeputierter geworden war und als solcher 1798 Erwähnung gefunden hatte, wurde er am 3. Dezember 1805 als neuer Landrat des Kreises Namslau bestätigt. Das Amt übte er bis mindestens zum Jahr 1806 aus, sein Nachfolger wurde Hans Ernst von Haugwitz.

## Persönliches
Hans Friedrich von Wentzky und Petersheyde heiratete 1797 in Oels in erster, von insgesamt drei Ehen, Charlotte Louise (1770–1800), Tochter des herzoglich-oelschen Regierungsrates Moritz Rudolf von Seidlitz. Sein Sohn Carl Friedrich besuchte erst das Lyceum-Maria-Magdalena in Breslau, später studierte er Jurisprudenz in Frankfurt (Oder). Die Tochter Franziska (1800–1888) war mit Ernst Friedrich Wilhelm von Studnitz (1791–1834) verheiratet.